# گاوریلوفسکایا (شهرستان کارگوپولسکی، استان آرخانگلسک)
گاوریلوفسکایا (به لاتین: Gavrilovskaya) یک منطقهٔ مسکونی در روسیه است که در استان آرخانگلسک واقع شده‌است.